# Unterlemnitz
Unterlemnitz ist ein Ortsteil der Stadt Bad Lobenstein im Saale-Orla-Kreis in Thüringen.

## Geografie und Geologie
Unterlemnitz  und Oberlemnitz liegen gemeinsam auf einer Hochfläche des Südostthüringer Schiefergebirges. Die Westflanke der Gemarkungen beider Orte ist bewaldet. Quellmulden sowie schmale Tallagen sind typische Grünlandstandorte. Ackerbau wird auf plateauartigen Geländerücken, welligen Ebenen und Flachhängen begünstigt. Auf sonstigen Lagen überwiegt die forstliche Nutzung. Zur Bundesstraße 90 besteht über die Landstraße 1099 ein verkehrsmäßig guter Anschluss.

## Nachbarorte
Nachbarorte sind im Norden Oberlemnitz und Friesau, östlich Schönbrunn, im Süden die Stadt Bad Lobenstein und westlich Helmsgrün und Heinersdorf.

## Geschichte
Die urkundliche Ersterwähnung fand für den Ort 1356 statt.
Die romanische Kirche erhielt ihr heutiges Aussehen, 1680, 1780 sowie im 19. Jahrhundert.
Nach wie vor ist Unterlemnitz ein landwirtschaftlich geprägter Ort. Nach der Wende orientierten sich die Bauern neu. Sie bildeten mit den Nachbarorten eine Agrarvereinigung und ein Wiedereinrichter betreibt Pflanzenproduktion.

## Verkehr
Der Bahnhof Unterlemnitz liegt an der Bahnstrecke Hockeroda–Unterlemnitz und an der Bahnstrecke Triptis–Marxgrün. Die Züge verkehren in der Relation Saalfeld (Saale) – Hockeroda – Unterlemnitz – Blankenstein.
Mit den Linien 630 und L1 des Verkehrsunternehmens KomBus hat Unterlemnitz Anschluss an die Kernstadt Bad Lobenstein und von da zu den Städten Schleiz (Linie 610), Naila (Linie 620) und Ziegenrück (Linie 620).

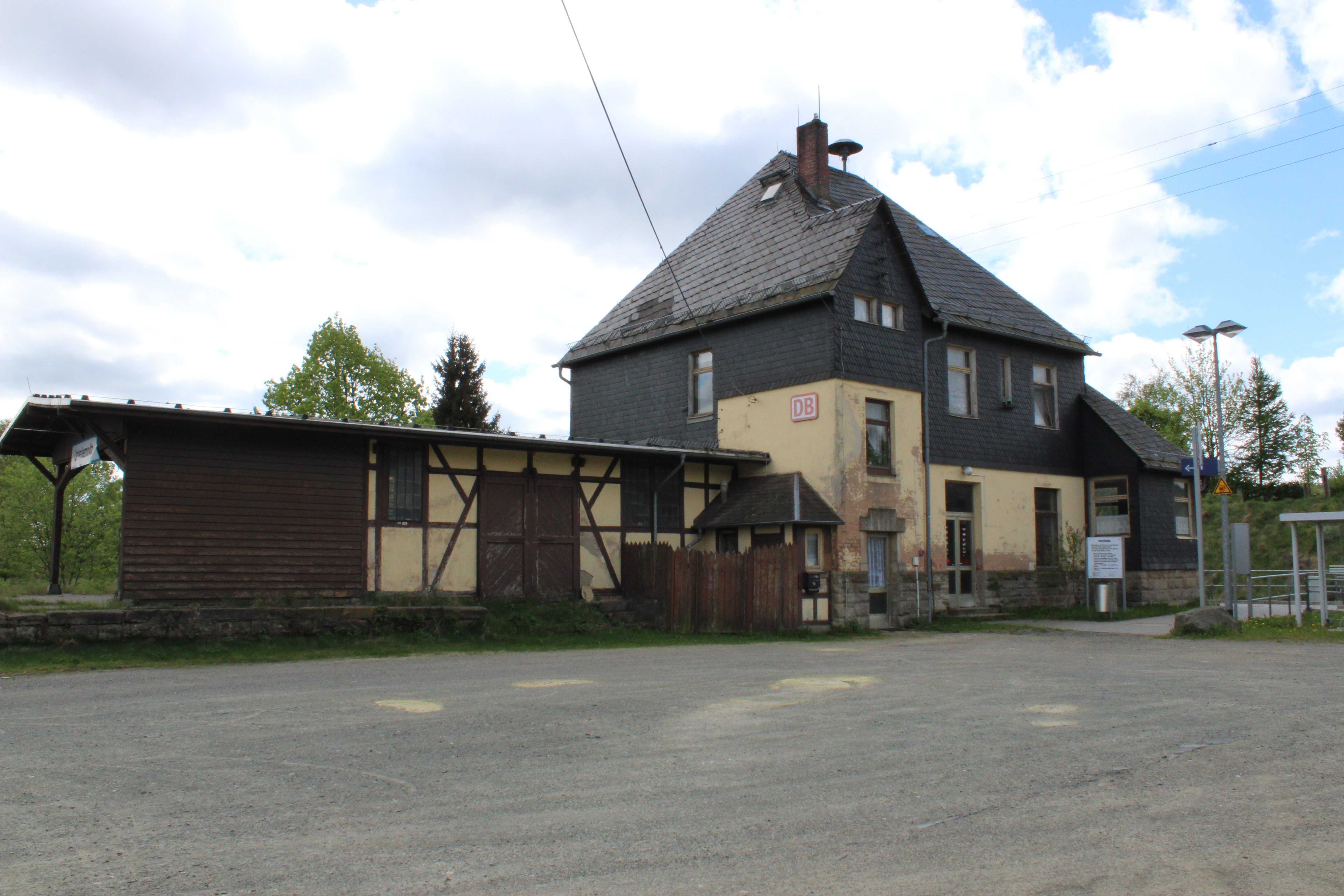
Bahnhof (2018)